# Bursera ariensis
Bursera ariensis es una especie de planta que pertenece a la familia Burseraceae, algunos de sus nombres comunes son: copal, copal amarillo, copal blanco, copal grande, copalillo, cuajiote, cuajiote blanco, guande, guande blanco, mata perro, papelillo. Es una especie endémica de México.

## Clasificación y descripción
Es un árbol o arbusto dioico, de 2 a 8 m del alto y un diámetro de hasta 30 cm.  La corteza externa es exfoliante de color amarilla o amarillo-grisácea, a veces tendiendo a anaranjado claro, en ramas jóvenes velutino-pubérulas o subtomentosas, la corteza interna es verdosa o de color crema que ennegrece al contacto con el aire, presenta látex muy aromático.
Tiene hojas compuestas, imparipinnadas, agrupadas en forma de rosetas en los ápices de las ramillas cortas, o alternas en ramillas de crecimiento nuevo, catafilos ausentes o prácticamente ausentes; hojas oblongas en contorno general, de 5 a 22 cm de largo y 2 a 7 cm de ancho; el peciolo mide de 0.5 a 3 cm de largo; el raquis con alas hasta de 1 mm de ancho de cada lado; los foliolos van de (5) 9 a 19, son sésiles o subsésiles, elípticos a oblongos, lanceolados u oblanceolados, de 1 a 3.5 cm de largo y 0.4 a 1.8 de ancho, comúnmente agudos o acuminados en el ápice, cuneados a redondeados en la base, los laterales usualmente oblicuos, margen serrado a entero, de textura membranácea a cartácea; nervadura central evidente en ambas caras, densamente pubérulas a subtomentosas en ambas caras en juveniles, con pelos más espaciados en la madurez. Permanece sin follaje de noviembre a mayo.
Las flores son solitarias, dioicas, a menudo densamente aglomeradas en los ápices de las ramillas cortas, sésiles o casi sésiles. Las flores masculinas pentámeras, lóbulos de cáliz triangulares, de 0.7 a 1.7 mm de largo, amarillo-rojizos, pubérulos por fuera; los pétalos son amarillos-anaranjados con tintes rojizos, espaciadamente pubérulentos por fuera o totalmente glabros; anteras oblongas, 1 a 3 mm de largo, gineceo vestigial. Flores femeninas trímeras, similares a las masculinas, aunque a menudo más intensamente rojizas, estaminodios de poco menos de 1 mm de largo; ovario trilocular, estigmas 3; pedúnculo fructífero de 1 a 3 mm de largo, más bien grueso. Florea de abril a principios de junio.
Los frutos son cápsulas a menudo densamente aglomeradas, trivalvadas, subesféricas a obovoides, por lo general apiculadas, rojizas, de 6 a 8 mm de largo, pubérulas en la juventud pero por lo general glabras en la madurez; semilla hueso ovoide o trígono, de 4 a 5 mm de largo, cubierto totalmente por el pseudoarilo amarillo o anaranjado.

## Distribución y hábitat
En México se distribuye desde Nayarit a Chiapas. Forma parte de la selva baja caducifolia, con frecuencia en sitios de transición con el encinar, en altitudes entre 700 y los 1800 m.

## Usos
Como ornamental. Se extrae acetona del exudado.